# Zaischnopsis malgacina
Zaischnopsis malgacina är en stekelart som först beskrevs av Jean Risbec 1952.  Zaischnopsis malgacina ingår i släktet Zaischnopsis och familjen hoppglanssteklar. Inga underarter finns listade i Catalogue of Life.